# Don’t Speak (singel Anny Marii Jopek)
Don't Speak – wydany w 2005 roku singel Anny Marii Jopek zapowiadający anglojęzyczny album Secret. To cover znanego przeboju zespołu No Doubt w jazzowej interpretacji. Do piosenki powstał teledysk w czarno-białej konwencji. 

## Lista utworów
1. Don't Speak [radio edit] 3:43
2. Don't Speak [album version] 4:43